# Liên minh Công lý phiên bản của Zack Snyder
Liên minh công lý phiên bản của Zack Snyder, hay còn được gọi là phần phim "Snyder Cut", là phiên bản năm 2021 của bộ phim siêu anh hùng Mỹ năm 2017 Liên minh công lý của đạo diễn Zack Snyder. Bộ phim đã mang tới phiên bản gốc ban đầu của Liên minh công lý — phần phim thứ năm trong Vũ trụ Mở rộng DC (DCEU) dựa trên nhóm siêu anh hùng của DC Comics cùng tên — đi theo đúng tầm nhìn mà đạo diễn Zack Snyder đã đưa ra trước khi quyết định rời khỏi dự án. Giống như bản ra rạp, Liên minh công lý của Zack Snyder cũng kể về sự hình thành của Liên minh công lý, một nhóm siêu anh hùng gồm các thành viên là Batman (Ben Affleck), Superman (Henry Cavill), Wonder Woman (Gal Gadot), Cyborg (Ray Fisher), Aquaman (Jason Momoa) và Flash (Ezra Miller) - khi họ cố gắng cứu thế giới khỏi mối đe dọa đến từ Steppenwolf (Ciarán Hinds), Darkseid (Ray Porter), và đoàn quân Parademon.
Phiên bản Liên minh công lý do Warner Bros. phát hành vào năm 2017 đã gặp rất nhiều khó khăn trong quá trình sản xuất. Kịch bản của bộ phim đã phải trải qua những thay đổi lớn trước và trong quá trình sản xuất từ năm 2016 đến năm 2017. Vào tháng 5 năm 2017, Snyder từ chức trong quá trình hậu kỳ sau cái chết của con gái ông, và Joss Whedon được thuê để tiếp tục hoàn thành bộ phim với tư cách là một đạo diễn không chính thức. Whedon đã giám sát và thực hiện các phân cảnh quay lại và đưa ra những thay đổi, kết hợp với một tông màu tươi sáng hơn và nhiều câu thoại hài hước hơn, đồng thời cắt giảm thời gian của bộ phim đáng kể theo yêu cầu của Warner Bros. Liên minh công lý ra rạp sau đó đã vấp phải nhiều đánh giá trái chiều và trở thành một quả bom xịt phòng vé, khiến Warner Bros. phải đánh giá lại tương lai của DCEU và chuyển sang hướng tập trung phát triển vào từng bộ phim riêng lẻ.
Khi các chi tiết về quá trình sản xuất gặp khó khăn và tình trạng của bộ phim trước khi Snyder từ chức được tiết lộ, nhiều người hâm mộ đã bày tỏ sự quan tâm đến phiên bản phim gốc ban đầu, vốn dĩ trung thành hơn với tầm nhìn của Snyder. Người hâm mộ, dàn diễn viên và đoàn làm phim sau đó đã kiến nghị nhà sản xuất phát hành phiên bản này, và họ gọi đây là phiên bản Snyder Cut. Vào thời điểm đó, những người trong ngành coi việc phát hành phần phim này rất khó xảy ra. Tuy nhiên, cuối cùng Warner Bros. đã quyết định tiến hành thực hiện các công tác để cho ra mắt phần phim gốc vào tháng 2 năm 2020; đến tháng 5, Snyder thông báo rằng bản phim gốc với tên gọi Liên minh công lý của Zack Snyder (Zack Snyder's Justice League) sẽ được phát hành trên dịch vụ phát trực tuyến HBO Max. Bộ phim được thực hiện với kinh phí vào khoảng 70 triệu đô la, chủ yếu là để hoàn thành các hiệu ứng hình ảnh, chỉnh sửa lại các phân cảnh, đồng thời là đưa vào thêm một số cảnh quay mới được khởi quay vào tháng 10 năm 2020. Phần phim ban đầu còn được lên kế hoạch phát hành dưới dạng một miniseries dài bốn giờ, nhưng kế hoạch cho miniseries như vậy đã bị loại bỏ vào tháng 1 năm 2021. Bộ phim được vị đạo diễn Snyder dành để tưởng nhớ Autumn, con gái của ông.
Liên minh công lý của Zack Snyder được phát hành trên nền tảng HBO Max vào ngày 18 tháng 3 năm 2021. Các nhà phê bình đa số đều đồng ý rằng bộ phim là một sự cải thiện so với bản chiếu rạp năm 2017; họ ca ngợi hướng đi của Snyder và "khả năng cung cấp chiều sâu hơn cho các nhân vật", nhưng đồng thời cũng chỉ trích việc bộ phim có thời lượng quá dài.

## Nội dung
Hàng ngàn năm trước, Darkseid và đội quân Parademon của hắn muốn xâm chiếm Trái Đất bằng cách sử dụng ba hộp Mother Box. Các cựu thần Olympus, người Amazon, người Atlantis, Green Lantern và loài người đã hợp sức cùng nhau đánh bại Darkseid. Sau trận chiến, những hộp Mother Box được giấu ở những nơi khác nhau, được canh giữ bởi người Amazon, người Atlantis và loài người. Thời hiện đại, Superman bị quái vật Doomsday giết chết (trong phim Người Dơi đại chiến Siêu Nhân: Ánh sáng công lý), tiếng hét trước khi chết của anh đã khiến những hộp Mother Box tái hoạt động, thu hút Steppenwolf - một trong những tướng lĩnh của Darkseid - đến Trái Đất. Steppenwolf tìm kiếm những cái hộp để liên kết chúng lại, tạo nên Sự Hợp nhất và biến đổi Trái Đất thành bản sao của hành tinh Apokolips.
Steppenwolf tấn công hòn đảo Themyscira, giết hại những nữ chiến binh Amazon và lấy hộp Mother Box của họ. Nữ hoàng Hippolyta cảnh báo con gái bà là Diana Prince về cuộc xâm lược. Diana nhận được thông điệp và biết được câu chuyện về Darkseid và Steppenwolf. Cô thông báo việc này với Bruce Wayne, cả hai muốn thành lập một đội gồm những người phi thường để bảo vệ Trái Đất. Bruce đi tìm Arthur Curry và Barry Allen, trong khi Diana đi tìm Victor Stone. Barry đồng ý gia nhập đội, còn Arthur và Victor từ chối. Tuy nhiên, Victor cũng gia nhập đội sau khi bố của anh là Silas Stone và vài nhân viên phòng thí nghiệm S.T.A.R. Labs bị bắt cóc bởi bọn Parademon đang tìm kiếm hộp Mother Box của loài người. Sau đó Steppenwolf tấn công Atlantis để lấy hộp Mother Box dưới đại dương, điều này buộc Arthur phải gia nhập đội của Bruce.
Ở thành phố Gotham, đội anh hùng nhận thông tin từ Ủy viên cảnh sát James Gordon, dẫn họ đến chỗ đội quân của Steppenwolf trong hệ thống cống ngầm bên dưới Cảng Gotham. Mặc dù cả đội đã giải cứu những nhân viên bị bắt cóc nhưng nước tràn vào cống ngầm trong lúc diễn ra cuộc giao chiến, đến khi Arthur xuất hiện và ngăn chặn dòng nước giúp họ thoát ra ngoài. Victor đi lấy hộp Mother Box cuối cùng để đưa cho cả đội sử dụng. Victor tiết lộ rằng Silas đã dùng cái hộp để tái tạo cơ thể anh sau một vụ tai nạn xe suýt giết chết anh, và những cái hộp là "những cỗ máy biến đổi" có thể phá hủy hoặc tái tạo mọi thứ theo ý muốn của chủ nhân chúng. Cả đội quyết định dùng cái hộp để hồi sinh Superman để anh ta giúp họ chiến đấu với Steppenwolf. Ở thành phố Metropolis, Barry và Victor đào trộm xác của Superman và đặt bên trong con tàu vũ trụ Krypton. Barry kích hoạt hộp Mother Box, Superman sống lại nhưng không còn ký ức cũ, anh ta tấn công cả đội sau khi cánh tay của Victor tự động bắn về phía anh ta. Lois Lane đến nơi kịp thời ngăn cản Superman giết Bruce. Sau đó Superman và Lois đến ngôi nhà ở thị trấn Smallville, nơi giúp Superman phục hồi trí nhớ và anh đoàn tụ với mẹ mình, Martha Kent.
Steppenwolf đến phòng thí nghiệm S.T.A.R. Labs để lấy hộp Mother Box cuối cùng, Silas hi sinh mạng sống của ông để làm cái hộp nóng lên, cho phép đội anh hùng tìm ra nó bằng cách lần theo độ nóng. Không có Superman, năm người anh hùng đến nơi Steppenwolf liên kết những cái hộp. Cả đội chiến đấu vượt qua bọn Parademon nhưng không thể cầm chân Steppenwolf đủ lâu để Victor tách những cái hộp ra. Superman xuất hiện đúng lúc và với sức mạnh kinh khủng của mình, người đàn ông thép dễ dàng hạ gục Steppenwolf. Tuy nhiên, những cái hộp đã hợp nhất, tạo ra vụ nổ khủng khiếp. May mắn là Barry dùng Speed Force đảo ngược thời gian, giúp Superman và Victor tách những cái hộp ra. Các anh hùng giết Steppenwolf và ném xác hắn qua cánh cổng dẫn đến Apokolips. Darkseid và cố vấn của hắn là DeSaad đã chứng kiến mọi việc, tên bạo chúa nói rằng hắn sẽ đưa đội quân quay lại Trái Đất để khởi động Phương trình Phản sự sống.
Sau trận chiến, Bruce, Diana và Alfred Pennyworth dự định thiết lập một căn cứ cho đội siêu anh hùng tại dinh thự cũ của gia đình Wayne. Cả đội quay về với cuộc sống riêng của họ, Diana nhận được một thông điệp khác từ người Amazon, Barry được làm cảnh sát, Victor nghe lời bố mình sử dụng khả năng phi thường để giúp đỡ mọi người, Arthur tạm biệt Mera và Nuidis Vulko để đi thăm bố anh, và Superman tiếp tục sống với thân phận nhà báo Clark Kent và cũng là người bảo vệ Trái Đất.
Lex Luthor trốn thoát khỏi bệnh viện tâm thần Arkham Asylum và hẹn gặp Deathstroke trên du thuyền. Luthor đã tiết lộ danh tính bí mật của Batman. Sau đó Bruce có một giấc mơ về việc anh, Victor, Barry, Mera, Deathstroke và Joker hợp sức cùng nhau chống lại một Superman hung ác trong một thế giới hậu tận thế. Bruce thức dậy và nói chuyện với Martian Manhunter, người trước đó cải trang thành Martha để động viên Lois. Ông cảm ơn Bruce vì anh đã tập hợp một đội siêu anh hùng bảo vệ Trái Đất, ông nói rằng họ sẽ còn liên lạc với nhau để chuẩn bị cho kế hoạch tiếp theo của Darkseid.

## Diễn viên
- Ben Affleck trong vai Bruce Wayne / Người Dơi: Một nhà hoạt động xã hội giàu có, chủ sở hữu của Wayne Enterprises , và là đồng sáng lập của Liên minh Công lý. Anh ấy cống hiến hết mình để bảo vệ Thành phố Gotham khỏi thế giới ngầm tội phạm của nó với tư cách là một cảnh sát viên đeo mặt nạ được đào tạo chuyên sâu được trang bị nhiều công cụ và vũ khí khác nhau. Đạo diễn Zack Snyder mô tả Người Dơi của Affleck đang trên con đường cứu chuộc trong Justice League của Zack Snyder, cảm thấy tội lỗi vì hành động của anh ta trong Batman v Superman: Dawn of Justice (2016).
- Henry Cavill trong vai Kal-El / Clark Kent / Siêu Nhân: Một người Kryptonian sống sót với siêu năng lực và là nhà báo của Daily Planet có trụ sở tại Metropolis . Anh ấy là nguồn cảm hứng cho Justice League, mà anh ấy trở thành thành viên. Vào năm 2018, Cavill mô tả Superman khi anh xuất hiện trong Justice League của Snyder là sắp hoàn thành nhân vật của mình bắt đầu với Man of Steel (2013) và trở thành Siêu nhân "thực sự" như được mô tả trong truyện tranh. Snyder cho biết trong khi anh ấy yêu thích những cách khắc họa truyền thống của nhân vật, anh ấy muốn Superman có một cung chân thực và phát triển như một nhân vật, chứ không phải là một "Hướng đạo sinh một chiều".
- Amy Adams trong vai Lois Lane: Một phóng viên của Daily Planet và là người yêu của Clark Kent.
- Gal Gadot trong vai Diana Prince / Wonder Woman: Công chúa bán thần bất tử và chiến binh Amazon. Cô là người đồng sáng lập Justice League.
- Ray Fisher trong vai Victor Stone / Cyborg: Một cựu vận động viên đại học, sau khi được tái tạo điều khiển từ tính sau một vụ tai nạn ô tô suýt chết người, đã biến thành một công nghệ hữu cơ được tăng cường bởi công nghệ mô phỏng sinh học phản ứng, thích ứng với người ngoài hành tinh. Những cải tiến của anh ấy bao gồm khả năng bay, vũ khí biến đổi và kỹ thuật công nghệ. Phần lớn sự phát triển nhân vật của Cyborg đã bị loại bỏ trong bản chiếu rạp, và Snyder đã mô tả Cyborg như anh được miêu tả trong Justice League của Zack Snyder là "trái tim của bộ phim".  Tương tự, Fisher nói rằng vòng cung nhân vật của Cyborg là cảm xúc và ngụ ngôn về "cuộc hành trình mà những người Da đenđã thực hiện ở [Mỹ] ".  Theo Fisher, cảnh duy nhất của anh do Snyder đạo diễn vẫn còn trong đoạn phim chiếu rạp là cảnh Cyborg gặp gỡ Người dơi và Ủy viên Gordon tại sân thượng của cảnh sát thành phố Gotham .
- Jason Momoa vai Arthur Curry / Aquaman: Một nửa dòng máu Atlantean với sức mạnh thủy sinh.
- Ezra Miller trong vai Barry Allen / The Flash: Một sinh viên đại học ở Thành phố Trung tâm theo đuổi tấm bằng tư pháp hình sự với hy vọng minh oan cho cha mình về tội giết vợ, mẹ của Barry. Anh ta có khả năng di chuyển với tốc độ siêu phàm.
- Willem Dafoe vai Nuidis Vulko: Một người Atlantis đóng vai trò là người cố vấn của Arthur.
- Jesse Eisenberg trong vai Lex Luthor: kẻ thù không đội trời chung của Siêu Nhân và là người từng đứng đầu LexCorp. Sự xuất hiện của Luthor ở cuối phim ban đầu nhằm mục đích trêu chọc dự án The Batman hiện đã được làm lại của Affleck hơn là một phần tiếp theo tiềm năng của Liên minh Công lý.
- Jeremy Irons trong vai Alfred Pennyworth: Quản gia của Bruce Wayne, người hỗ trợ chiến thuật cho Batman và Justice League.
- Diane Lane vai Martha Kent: Mẹ nuôi của Clark Kent.
- Connie Nielsen trong vai Hippolyta: Mẹ của Diana và Nữ hoàng của vùng Amazons.
- J. K. Simmons trong vai James Gordon: Ủy viên cảnh sát của thành phố Gotham và là đồng minh của Batman.
- Ciarán Hinds vào vai Steppenwolf: Một sĩ quan quân đội của Thần mới đến từ hành tinh Apokolips , người dẫn đầu một đội quân Parademon để tìm kiếm ba Hộp Mẹ được giữ trên Trái đất.  Hinds trước đây đã mô tả Steppenwolf là "già nua, mệt mỏi, vẫn đang cố gắng thoát ra khỏi sự nô dịch của chính mình cho Darkseid".  Steppenwolf được thiết kế lại cho bản phát hành mới,  đưa ngoại hình của anh ấy gần với tầm nhìn ban đầu của Snyder trước khi có sự can thiệp của studio.  Trước đó, Hinds bày tỏ sự thất vọng với việc cắt rạp, cắt bớt cốt truyện và nhân vật của Steppenwolf.
- Ryan Zheng vai Ryan Choi: Một nhà khoa học làm việc tại STAR Labs, dưới sự lãnh đạo của Silas Stone.  Cuối phim, Choi được thăng chức làm Giám đốc Công nghệ nano của công ty.  Nhân vật này được dự định sẽ đóng vai chính trong một phần phụ, với việc Snyder đã giới thiệu một bộ phim cho hãng phim. Nhà làm phim nói rằng bộ phim sẽ có Choi đảm nhận vai chính của The Atom , và diễn ra ở Trung Quốc với dàn diễn viên Trung Quốc .
- Amber Heard vai Mera: Một người Atlantean được nuôi dưỡng bởi mẹ của Arthur Curry, Nữ hoàng Atlanna.  Không giống như sự xuất hiện của cô ấy trong phiên bản chiếu rạp và Aquaman (2018), Heard sử dụng giọng Anh cho Mera trong phiên bản phim này, bao gồm cả những cảnh cũ trong phim gốc và phần kết mới.
- Joe Morton trong vai Silas Stone: Cha của Victor Stone và là nhà khoa học đứng đầu tại STAR Labs.
- Lisa Loven Kongsli vai Menalippe: Trung úy của Hippolyta và là dì của Diana.
- David Thewlis vai Ares: Con trai của Thần Zeus trên đỉnh Olympian , và là em cùng cha khác mẹ của Diana Prince. Diễn viên đóng thế Nick McKinless đóng vai Ares trên phim trường, trong khi khuôn mặt của Thewlis được chồng lên nhờ sử dụng các hiệu ứng đặc biệt .
- Peter Guinness trong vai DeSaad: Người thực thi chính của Darkseid, người đóng vai trò là liên lạc viên giữa Steppenwolf và Darkseid.
- Ray Porter trong vai Uxas / Darkseid: Một vị thần mới độc tài từ Apokolips và là cháu trai đồng thời là chủ nhân của Steppenwolf.  Darkseid không xuất hiện trong bản phim chiếu rạp, nghĩa là Justice League của Zack Snyder đánh dấu sự xuất hiện đầu tiên của nhân vật này trong một bộ phim người thật đóng.  Porter đã chơi Darkseid thông qua việc sử dụng tính năng thu chuyển động  và "trải qua một vài môn thể dục thanh nhạc khác nhau để cố gắng tìm ra giọng nói".  Porter không quen thuộc với nhân vật Darkseid khi được chọn, nhưng Snyder và nhà biên kịch Chris Terrio đã giúp hướng dẫn anh ta những kiến thức của họ về truyền thuyết truyện tranh.
- Harry Lennix trong vai J'onn J'onzz / Calvin Swanwick / Martian Manhunter:  Một người ngoài hành tinh đến từ hành tinh Sao Hỏa có khả năng thay đổi hình dạng và thần giao cách cảm ,  người đặt lên Trái đất như một con người bằng cách tạo ra bí danh là Calvin Swanwick nhiều thập kỷ trước.  Thăng qua các cấp bậc đến các vị trí quyền lực, Swanwick giữ chức vụ Bộ trưởng Quốc phòng trong chính phủ Hoa Kỳ. Lennix đảm nhận vai trò của mình trong các bộ phim Vũ trụ mở rộng DC trước đó. Snyder đã nói rằng Swanwick luôn là Martian Manhunter kể từ Man of Steelvà anh ấy đã hướng dẫn Clark, Lois và nhân loại nói chung, thúc đẩy họ làm điều tốt như anh ấy muốn nhân loại hành động và cố gắng bảo vệ Trái đất trước khi trực tiếp tham gia.
- Jared Leto trong vai Joker:  Một tên tội phạm tâm thần và là kẻ thù không đội trời chung của Batman, người trở thành một trong những thành viên kháng chiến còn sống sót trong tương lai Knightmare. Leto đảm nhận vai diễn của mình từ Suicide Squad (2016). Joker không được lên kế hoạch xuất hiện trong phần phim gốc, nhưng Snyder quyết định sử dụng anh ta sau khi phiên bản mới của anh ta được bật đèn xanh, vì Snyder luôn có ý định đưa Joker vào các bộ phim Liên minh Công lý của mình. Nhân vật đã được thiết kế lại cho bản phát hành mới.

Karen Bryson đóng vai Elinore Stone, người mẹ quá cố của Victor Stone, trong khi Kiersey Clemons đóng vai Iris West, người yêu của Barry Allen; Cả hai cảnh của nữ diễn viên đều bị cắt khỏi bản chiếu tại rạp và được phục hồi cho phiên bản phim của Snyder. Các diễn viên khác đảm nhận vai diễn của họ trong các phim Vũ trụ mở rộng DC trước đó bao gồm: Eleanor Matsuura trong vai Epione, Samantha Jo (người cũng đóng vai Kryptonian Car-Vex trong Man of Steel) trong vai Euboea, Ann Ogbomo trong vai Philippus, Doutzen Kroes trong vai Venelia, Carla Gugino trong vai giọng nói của AI tàu Kryptonian và Russell Crowe (thông qua bản ghi âm lưu trữ) trong vai Jor-El. Những sự xuất hiện không được công nhận bao gồm Robin Wright trong vai Antiope, Billy Crudup trong vai Henry Allen, Kevin Costner (qua bản ghi âm lưu trữ giọng nói và ảnh tĩnh) trong vai Jonathan Kent, và Joe Manganiello trong vai Slade Wilson / Deathstroke. Ngoài Thewlis / McKinless đóng vai Ares, Sergi Constance và Aurore Lauzeral thể hiện vai trò của các Vị thần già trên đỉnh Olympian: Zeus và Artemis. Julian Lewis Jones và Francis Magee lần lượt miêu tả hai nhà lãnh đạo cổ đại của Trái đất bao gồm: Vua Atlan của Atlantis và Vua Arthur Pendragon của nước Anh cổ đại. Michael McElhatton xuất hiện với tư cách là thủ lĩnh của một nhóm khủng bố đụng độ với Wonder Woman ở đầu phim. Marc McClure, người đóng vai Jimmy Olsen trong loạt phim Siêu nhân của Christopher Reeve, có một vai khách mời ngắn gọn trong vai Jerry, một cảnh sát là bạn của Lois Lane. 
Ngoài ra, Granny Goodness xuất hiện thông qua việc sử dụng các hiệu ứng đặc biệt do máy tính tạo ra. Nhân vật được mô phỏng theo người dì của một nghệ sĩ Weta tên là Jojo Aguilar. Green Lantern có trong phim, bao gồm Yalan Gur và Kilowog, cũng xuất hiện thông qua việc sử dụng các hiệu ứng đặc biệt của hoạt hình CGI. Cảnh cuối cùng ban đầu được quay với John Stewart / Green Lantern do Wayne T. Carr thể hiện ở vị trí của Martian Manhunter, nhưng Warner Bros. Pictures đã từ chối ý tưởng này vì họ có kế hoạch khác cho nhân vật này. Các biến thể trước đây của cảnh đã được quay bao gồm sự kết hợp của các anh hùng: Kilowog với John Stewart, Kilowog với Tomar-Re, và John Stewart với Martian Manhunter, phim đầu tiên không được quay nhưng do Snyder lên kế hoạch trước khi đổi Kilowog thành Martian Manhunter, phim thứ hai bị loại bỏ sớm trong giai đoạn hậu sản xuất vào năm 2017, và phần thứ ba được hoàn thành / quay vào tháng 8 năm 2020. Một cảnh quay lặp lại khác là Stewart đến thăm Alfred nhưng được Snyder quay lại cảnh Superman đến thăm Alfred vào năm 2016. Snyder thỏa hiệp với hãng phim, và tái định hình / quay lại cảnh để chỉ bao gồm Martian Manhunter vào tháng 10 năm 2020. Anh ấy cũng phải quay lại cảnh bên của Ben Affleck vì cảnh quay trước đó không thể sử dụng được do đèn xanh nhấp nháy trên Affleck. Một ý tưởng ban đầu bị loại bỏ mà Snyder có là đưa Ryan Reynolds, người trước đó đã đóng vai Hal Jordan trong Green Lantern (2011), như một "chiếc đèn lồng bổ sung ... để điền vào quân đoàn một chút". Anh ấy chưa bao giờ nói chuyện với Reynolds về điều đó.